# Eria cootesii
Eria cootesii là một loài thực vật có hoa trong họ Lan. Loài này được D.P.Banks mô tả khoa học đầu tiên năm 2008.